# Re:Birth
Re:Birth – pierwszy album studyjny południowokoreańskiej grupy NU’EST, wydany 9 lipca 2014 roku przez Pledis Entertainment. Płytę promował główny singel „Good Bye Bye”. Album sprzedał się w liczbie 29 409 egzemplarzy (stan na wrzesień 2017 roku).

## Lista utworów
| CD  | CD                                                                                 | CD                           | CD                                                          | CD                                                          | CD      |
| Nr  | Tytuł utworu                                                                       | Tekst                        | Kompozycja                                                  | Aranżacja                                                   | Długość |
| --- | ---------------------------------------------------------------------------------- | ---------------------------- | ----------------------------------------------------------- | ----------------------------------------------------------- | ------- |
| 1.  | „Judgement”                                                                        | Gilme                        | Keeproots, Fascinating                                      | Keeproots, Fascinating                                      | 0:56    |
| 2.  | „Big Deal”                                                                         | Gilme                        | Seo Jung-jin, Keeproots, Fascinating                        | Seo Jung-jin, Keeproots, Fascinating                        | 3:39    |
| 3.  | „Good Bye Bye”                                                                     | Kye Beom-ju                  | Kim Tae-sung, Cha Cha Malone, Casper                        | Kim Tae-sung, Cha Cha Malone, Casper                        | 3:29    |
| 4.  | „Sarang eobsneun sarang” (kor. 사랑 없는 사랑, ang. Darkness)                      | Melodesign, Kim Ji-hyang, JR | Melodesign                                                  | Melodesign                                                  | 3:08    |
| 5.  | „Storybook”                                                                        | Kim Hee-sun                  | Dwayne Shippy, Gregory Green, Denzil Remedios, Ryan S. Jhun | Dwayne Shippy, Gregory Green, Denzil Remedios, Ryan S. Jhun | 3:44    |
| 6.  | „Climax”                                                                           | Iggy, Seo Young-bae, JR      | Iggy, Seo Young-bae                                         | Iggy, Seo Young-bae                                         | 3:13    |
| 7.  | „Eokkaebillyeojwo” (kor. 어깨 빌려줘, ang. Give Me a Shoulder) (Feat. Kye Beom-ju) | CliMXX, JR, Aron             | CliMXX                                                      | CliMXX                                                      | 3:30    |
| 8.  | „Face”                                                                             | Jang Ji-won                  | Daniel Barkman                                              | Lee Yu-jin                                                  | 3:41    |
| 9.  | „Action”                                                                           | Jang Ji-won, Vasco, Aron     | Iggy, Seo Young-bae                                         | Iggy, Seo Young-bae                                         | 3:15    |
| 10. | „Yeoboseyo” (kor. 여보세요, ang. Hello)                                            | Son Joo-young                | Son Joo-young, Hyun Jae-wook, Kim Tae-hoon                  | Hyun Jae-wook, Kim Tae-hoon, G-Slow                         | 3:30    |
| 11. | „Jamkkodae” (kor. 잠꼬대, ang. Sleep Talking)                                      | Duble Sidekick, David Kim    | Duble Sidekick                                              | Duble Sidekick                                              | 3:30    |
| 12. | „Hey, Love” (tylko CD)                                                             | 부산사나이                   | 부산사나이                                                  | 부산사나이                                                  | 3:48    |

## Notowania
| Lista                   | Najwyższa pozycja |
| ----------------------- | ----------------- |
| Gaon Weekly Album Chart | 4                 |
| Five Music (Tajwan)     | 11                |